# Torbokolec
Torbokolec (Echymipera) – rodzaj niewielkich ssaków z podrodziny torbokolców (Echymiperinae) w obrębie rodziny jamrajowatych (Peramelidae).

## Rozmieszczenie geograficzne
Rodzaj obejmuje gatunki występujące na Nowej Gwinei, wyspach Archipelagu Bismarcka i w północno-wschodniej Australii.

## Morfologia
Długość ciała 21,5–54,5 cm, długość ogona 6,3–11,5 cm; masa ciała 0,3–3 kg.

## Systematyka
Rodzaj zdefiniował w 1842 roku francuski zoolog i chirurg René Lesson w książce swojego autorstwa zatytułowanej Nowa tabela królestwa zwierząt: Ssaki. Gatunkiem typowym jest (oznaczenie monotypowe) torbokolec zwyczajny (E. kalubu).

### Etymologia
- Echymipera: rodzaj Echimys G. Cuvier, 1809 (kolczak); gr. πηρα pēra ‘torba, kieszeń’[11].
- Brachymelis: gr. βραχυμελις brakhumelis ‘krótkonogi, krótkołapy’[12]. Gatunek typowy (oznaczenie monotypowe): Brachymelis garagassi Miklouho-Maclay, 1884 (= Perameles kalubu J.B. Fischer, 1829).
- Peramelopsis: rodzaj Perameles É. Geoffroy Saint-Hilaire, 1804 (jamraj); gr. οψις opsis ‘wygląd’[13]. Gatunek typowy (oznaczenie monotypowe): Peramelopsis welsianus Heude, 1896 (= Perameles rufescens W. Peters & Doria, 1875).
- Anuromeles: gr. przedrostek negatywny αν- an-; ουρα oura ‘ogon’; rodzaj Perameles É. Geoffroy Saint-Hilaire, 1804 (jamraj)[14]. Gatunek typowy (oznaczenie monotypowe): Anuromeles rufiventris K.M. Heller, 1897 (= Perameles kalubu J.B. Fischer, 1829).
- Suillomeles: łac. suillus ‘świnia’; rodzaj Perameles É. Geoffroy Saint-Hilaire, 1804 (jamraj)[5]. Gatunek typowy (oryginalne oznaczenie): Suillomeles hispida G.M. Allen & T. Barbour, 1909 (= Perameles kalubu J.B. Fischer, 1829).

### Podział systematyczny
Do rodzaju należą następujące gatunki:
| Grafika | Gatunek              | Autor i rok opisu             | Nazwa zwyczajowa         | Podgatunki         | Rozmieszczenie geograficzne | Podstawowe wymiary                             | Status IUCN |
| ------- | -------------------- | ----------------------------- | ------------------------ | ------------------ | --- | ---------------------------------------------- | ----------- |
|         | Echymipera clara     | G. Stein, 1932                | torbokolec białousty     | gatunek monotypowy | Indonezja i Papua-Nowa Gwinea: północne niziny Nowej Gwinei oraz wyspa Yapen; zakres wysokości: 300–1700 m n.p.m.                                                                                               | DC: 27–41 cm DO: 8–10,6 cm MC: 0,8–1,7 kg      | LC          |
|         | Echymipera davidi    | Flannery, 1990                | torbokolec wyspowy       | gatunek monotypowy | endemit Papui-Nowej Gwinei: wyspa Kiriwina (Wyspy Trobrianda) na południowy wschód od wybrzeży Nowej Gwinei; zakres wysokości: około 10 m n.p.m.                                                                | DC: 33–40 cm DO: około 10,8 cm MC: około 950 g | EN          |
|         | Echymipera echinista | Menzies, 1990                 | torbokolec szczeciniasty | gatunek monotypowy | endemit Papui-Nowej Gwinei: wschodnia Nowa Gwonea (środkowy bieg rzeki Strickland i dolny bieg rzeki Fry; niepotwierdzony na górze Menawa w północnej części Gór Nadbrzeżnych; zakres wysokości: 40–80 m n.p.m. | DC: 33–36 cm DO: około 9,7 cm MC: około 1 kg   | DD          |
|         | Echymipera kalubu    | (J.B. Fischer, 1829)          | torbokolec zwyczajny     | 4 podgatunki       | Indonezja i Papua-Nowa Gwinea: wyspy na zachodzie Indonezji, większość Nowej Gwinei, wyspy Zatoki Cenderawasih oraz Archipelag Bismarcka (Nowa Brytania i Manus); zakres wysokości: 0–2000 m n.p.m.             | DC: 22–38 cm DO: 6,3–9,8 cm MC: 0,4–1,8 kg     | LC          |
|         | Echymipera rufescens | (W.C.H. Peters & Doria, 1875) | torbokolec długonosy     | 2 podgatunki       | Indonezja i Papua-Nowa Gwinea: wyspy na zachodzie Indonezji (Misool), Nowa Gwinea (wraz z wyspą Yapen, Wyspami d’Entrecasteaux, Kai i Aru) oraz Australia (półwysep Jork); zakres wysokości: 0–2100 m n.p.m.    | DC: 21–54 cm DO: 7,5–11,5 cm MC: 0,3–3 kg      | LC          |

Kategorie IUCN:  LC  – gatunek najmniejszej troski,  EN  – gatunek zagrożony,  DD  – gatunki o nieokreślonym stopniu zagrożenia.